# Håkan Lans
Anders Håkan Lans, född 2 november 1947 i Enskede församling i Stockholm, är en svensk uppfinnare. Under tiden han arbetade på FOA, tog han fram ett system för färggrafik till datorer, som han personligen fick patenträttigheter till. Under många år har olika tvister varit aktuella i amerikanska domstolar om detta patent.

## Biografi

### Uppväxt och studier
Håkan Lans växte upp i Gamla stan i Stockholm. Hans far ägde en pantbank och genom den fick Håkan Lans tillgång till ett större parti av leksaksbyggsatsen Meccano. Som 12-åring byggde han en motordriven lådbil och som 18-åring en mini-ubåt som kunde gå ner till 90 meters djup.
Lans avlade examen i elektronik och mekanik vid Uppsala universitet 1968. Han var forskare vid Försvarets forskningsanstalt (FOA) och Stockholms universitet 1968–1978.

### Uppfinnande
På FOA uppfann Håkan Lans ett pekdon, en puck, till ett digitaliseringsbord. Ibland talas det om att Lans var den som uppfann datormusen. Den äran skall dock tillskrivas Douglas Engelbart.
Håkan Lans har även utformat kommunikationsmetoden STDMA, som används inom AIS respektive VDL Mode 4 för sjöfart respektive luftfart. AIS är ett generellt system, som anger ett fartygs position till andra fartyg i närheten, för att öka säkerheten vid navigering. Standarden VDL Mode 4 används som ett substitut för sekundärradar i flygplan med motsvarande funktion som AIS. Dessa system har antagits som världsstandard, först för sjöfart och senare även för flygtrafik.

### Patentverksamhet
Håkan Lans har innehaft två patent i Sverige:
EP 92914913.6  PositionssystemDetta patent beskriver ett system som utnyttjar satellitnavigering (GPS) och radiokommunikation för att höja säkerheten för flygplan och fartyg. I korthet går idén ut på att alla flygplan sänder ut sin GPS-position, hastighet och riktning till alla andra flygplan som befinner sig i närheten. De kan då se varandra på en skärm och på så sätt undvika att köra in i varandra. Detaljerna om hur man kan konstruera ett sådant radiokommunikationsprotokoll är den stora delen av uppfinningen. Patentet förvaltas av firman GP&C och går då under namnet ”STDMA datalink” för ”Self organising Time Division Multiple Access”. Kommunikationsprotokollet används idag i AIS, vilket är ett system som idag nyttjas av alla handelsfartyg med bruttodräktighet över 300 ton (antagligen en slarvigt skriven 500 som blev 300 i regeltexten) i internationell trafik (så kallade SOLAS-fartyg) vilka är cirka 50 000 stycken. Detta patent lämnades in 1992, och gick ut 2012.
SE 8404515-2  Anordning för alstring av ett mönster på en ljuskänslig ytaDetta patent beskriver hur en lampa och en X-Y-plotter kan användas för att skriva på ljuskänsliga material. Detta patent lämnades in 1984, och gick ut 1992.
Lans har även två amerikanska patent:
4,303,986 ”Data processing system and apparatus for color graphics display”Detta patent beskriver ett sätt att hantera beräkningsbehovet i en dator då den utnyttjar färggrafik. Enkelt uttryck så är det ett patent på att använda en separat grafikprocessor, alltså ett patent på grafikkort. Patentet fick uppmärksamhet i samband med att Håkan Lans började kräva in licenspengar från datortillverkare.[källa behövs] Detta patent blev giltigt 1981, och gick ut senast 2001.
4,717,928 ”Arrangement for producing a pattern on a light-sensitive surface”Detta är samma patent som SE 8404515-2 ovan. Detta patent blev giltigt 1988, och gick ut senast 2008.
Utöver detta var även positionssystemet patenterat i USA, men det patentet blev indraget 2010 då det skedde en förnyad granskning där det inte ansågs att uppfinningen var tillräckligt originell jämfört med vad som redan var publicerat när ansökan inlämnades.

### Rättsliga processer
Håkan Lans drev under tio år (1985–1995) en process mot Hitachi angående intrång i hans amerikanska patent på grafikkort. Parterna överenskom om förlikning, vilket bidrog till att IBM tecknade ett licensavtal.
Dell, Hewlett-Packard och Compaq använde dock tekniken utan licens. Företagen stämdes 1997, men Lans förlorade detta mål på grund av att hans amerikanska advokater stämt företagen i fel namn. De hade stämt dem i Håkan Lans namn i stället för i hans helägda aktiebolag Uniboards namn. Uniboard är den juridiska ägaren av patenten enligt det amerikanska domslutet. Lans dömdes den 6 september 2001 att betala alla rättegångskostnader.
Under 2005 omprövades beslutet och dom föll i juni 2005. Detta domslut är samma som det föregående: Håkan Lans förlorade och dömdes att betala alla rättegångskostnader. 
År 2008 stämde Gateway (företaget förvärvades år 2007 av Acer Inc.) Håkan Lans i Nacka tingsrätt för att få ut de rättegångskostnader som Lans dömts att betala i det amerikanska domslutet från 2005. Nacka tingsrätt beslöt att Håkan Lans var skyldig att göra detta. Domen överklagades och den 5 november 2010 beslöt Svea hovrätt att Nacka tingsrätt inte kan ålägga Håkan Lans att betala rättegångskostnader enligt amerikansk dom utan att prova underliggande rättsfrågor. Nacka tingsrätt beslöt i september 2013 att Håkan Lans företag Uniboard skulle stå för rättegångskostnaderna. Domen fastställdes av hovrätten i juni 2014, då den inte ansåg att Håkan Lans lyckats visa att det skulle ha begåtts några felaktigheter i det amerikanska domslutet.
Håkan Lans har även stämt sina advokater. I april 2012 förliktes Lans med dessa. Lans kommenterade att "parterna är nöjda".

## Utmärkelser och priser
- H.M. Konungens medalj i guld av  8:e storleken (Kon:sGM8, 2003)
- Kommendör av Vasaorden (KVO, 2025) för framstående insatser som uppfinnare[12]
- Kungl. Ingenjörsvetenskapsakademiens guldmedalj (IVAGM, 1993)
- Ledamot av Kungliga Ingenjörsvetenskapsakademien, LIVA [6]
- Ledamot av Kungliga Krigsvetenskapsakademien, LKrVA 1997-2006[5]
- Korresponderande Ledamot av Kungliga Örlogsmannasällskapet (KorrespLÖS, 2001)[13]
- Teknologie hedersdoktor vid Uppsala universitet (TeknD h.c. 2001),[6]
- Årets uppfinnare i Sverige 1990
- The International Seatrade Award 1993
- Polhemspriset 1995 (för färggrafik och transponder för positioneringssystem; GPS)
- KTH:s stora pris 1996
- Flight Aerospace Industry Award 1997
- Flygtekniska Föreningens Thulinmedalj i guld 1999
- Andrépriset från Patent- och registreringsverket 2003.[6]

### Biografi
Författaren David Lagercrantz publicerade år 2000 biografin Ett svenskt geni. Berättelsen om Håkan Lans och kriget han startade, ISBN 91-7643-765-5. Boken kom i en ny utökad upplaga 2006 med ny information. Strix Drama har köpt filmrättigheterna till boken.